# Swiss Peak
Der Swiss Peak ist ein Gipfel im Massiv des Mount Rogers in British Columbia und befindet sich im Glacier-Nationalpark nördlich des Rogers Passes. Mit einer Höhe von 3167 m ist er nur um 2 Meter niedriger als der Hauptgipfel des Massivs.
Der Berg ist nach den beiden Schweizer Bergsteigern Carl Sulzer und Emil Huber benannt. Carl Sulzer hat 1890 gemeinsam mit Harry Sinclair den Swiss Peak erstmals erstiegen.